# Hand met spiegelende bol
Hand met spiegelende bol, ook wel bekend als Zelfportret in bolvormige spiegel, is een litho van de Nederlandse kunstenaar M.C. Escher, voor het eerst gedrukt in januari 1935. Het stuk toont een hand die een reflecterende bol vasthoudt. In de weerspiegeling is het grootste deel van de ruimte rondom Escher te zien, en de hand die de bol vasthoudt blijkt van Escher te zijn.
Zelfportretten in reflecterende, bolvormige oppervlakken komen veel voor in het werk van Escher, en dit beeld is het meest prominente en bekendste voorbeeld. In veel van zijn zelfportretten van dit type is Escher bezig met het tekenen van de bol, terwijl hij in dit beeld neerzit en erin staart. Aan de muren hangen verschillende ingelijste afbeeldingen, waaronder er een van een Indonesische schaduwpop lijkt te zijn.